# Marlow (firma)
Marlow es una firma de consultoría con sede en España especializada en comunicación, gestión de la reputación y asuntos públicos, marketing y  Litigation Support.

## Historia
La empresa  fue fundada en 2015 por Joaquín Fernández y Marisa Toro con  enfoque en casos complejos y de alto impacto público.
Joaquín Fernández ha sido responsable de liderar proyectos en España, América Latina y Estados Unidos, entre los que se incluyen  su trabajo como editor jefe del Wall Street Journal en Nueva York y como jefe de gabinete  de Carme Chacón, ministra de Defensa del Gobierno de España entre 2009 y 2011, rol en el que gestionó crisis públicas de alto impacto. Antes de fundar Marlow, formó parte del equipo directivo de Comunicación de Ferrovial, una empresa multinacional cotizada en las Bolsas de España y los Países Bajos.
Marisa Toro tiene una larga trayectoria en el sector de la Comunicación y los Asuntos Públicos, habiendo formado parte de la dirección de consultoras de referencia En el ámbito corporativo, fue  directora de Comunicación y Asuntos Públicos de Google para el Sur de Europa. Previamente, fue  directora de Comunicación de una de las divisiones del Grupo Planeta, donde lideró la comunicación, las relaciones institucionales y la oficina de prensa de Espasa Calpe y Casa del Libro.
Luis Marañón, quien previamente trabajó como consultor político y estratega de comunicación corporativa tanto en España como en América Latina, se unió a Marlow como director general en 2017. Además, es profesor de Comunicación y Asuntos Públicos en   instituciones como la Universidad Complutense de Madrid. Es codirector del Máster en Asuntos Públicos de IMF, coeditor del libro 'Asuntos Públicos: Lobby y diplomacia corporativa' y autor de artículos especializados en publicaciones de referencia, como la Revista de las Cortes Generales de España.